# Joss van Hurtere

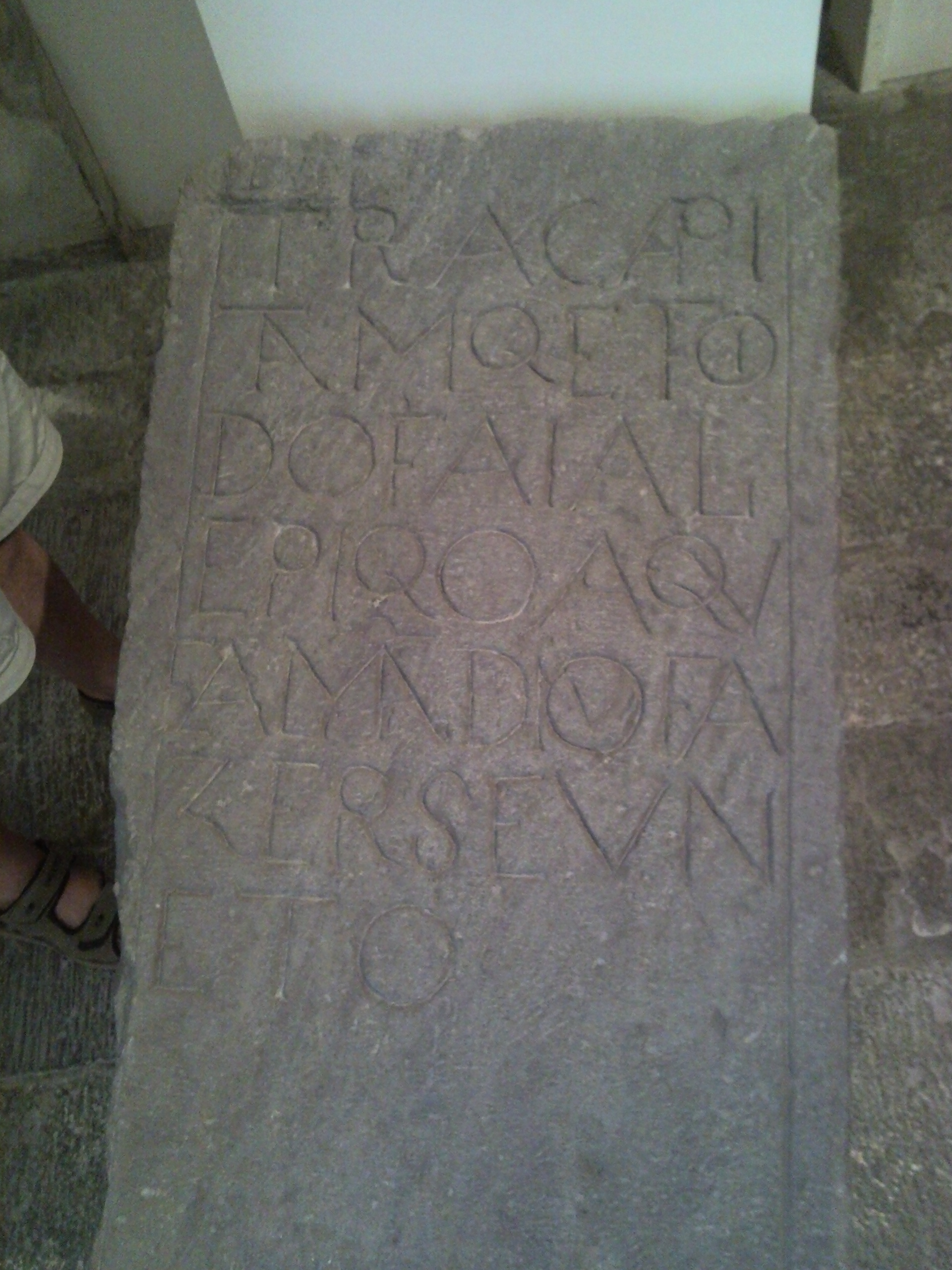
Pedra Tumular de Jos Van Huertere, Museu da Horta, ilha do Faial.

Joost de Hurtere (Hagebroekkasteel, Torhout, 1430? — Horta, 1495), também grafado Joss van Hurtere ou Joss van Hürter, na sua forma aportuguesada Joss de Utra, foi o primeiro povoador da ilha do Faial e o seu primeiro capitão-do-donatário (a partir de 1482, a ilha do Pico foi também incorporada na sua capitania). Não confundir com Joss de Utra, seu filho e segundo capitão do donatário.

## Biografia
Era filho de Leon de Hurtere, Senhor de Hagebroek, de uma família com funções administrativas e terras nas imediações de Wijnendale, no território de Torhout, na Flandres Ocidental: seu pai foi bailio e líder do conselho municipal de Wijnendale, nomeado por Adolfo de Cleves, senhor de Ravenstein. Já dizia Marcelino Lima que o senhorio dos Hurteres era situado em Hagebroeck, e não Moerkirchen, como erroneamente diz Martin Behaim, no Globo de Nuremberga.

### Sobre a grafia de Hurter
Hurter[e], apelido de origem flamenga, apresenta-se com variadíssimas formas na sua grafia nos escritos portugueses. "Notarei de entrada que é fora do vulgar a confusão feita pelos autores que tem o escrito o nome da personagem". É um facto que o apelido Hurter ou Hurter[e], evoluiu definitivamente para as formas Utra e Dutra, esta última por contração de Utra. O topónimo da actual cidade da Horta deriva do seu nome de família, uma variação adulterada da forma Hurter[a]. Até o seu primeiro nome, Joost, correctamente vertido por José, também sofreu diversas leituras. Joss foi usado como abreviatura pelo próprio Hurtere. Surgiram outras variantes mais ou menos adulteradas, tais como: Joz, Job e Jobst e Jost.

### O povoamento da ilha do Faial
Em 1465, Joost de Hurtere desembarca na ilha do Faial com mais 15 compatriotas, onde permanecem por um ano, com o intuito de descobrirem prata e estanho. A designação henriquina da ilha era "Ilha de São Luís". Em 1467, regressa com uma expedição organizada com o fim de iniciar o povoamento. Junto com ele, desembarcam Balduíno e Jossina, seus irmãos, e um primo de nome António. Foram estes os antepassados da genealogia da família Utras (ou Dutras).
Em 21 de Fevereiro de 1468, o Infante D. Fernando concede-lhe a Capitania do Faial. Em 29 de Dezembro de 1482, a Infanta D. Beatriz incorpora a ilha do Pico na sua capitania. A 15 de Outubro de 1484 é emitido um alvará que concede a Joost de Hurtere o foro de cavaleiro da Casa do Duque de Viseu.
Foi casado com D. Beatriz de Macedo, filha de Jerónimo Fernandes, criada da Infanta D. Beatriz, esposa do duque de Viseu. Teve 2 filhos: José de Utra, cujo nome aparece escrito como Joss de Utra, que foi o 2.º Capitão-do-donatário e casou com D. Isabel Corte Real, e Joana de Macedo, que casou em primeiras núpcias com Martin Behaim. Morreu em 1495, na Horta. Hurtere e sua mulher (falecida em 1531), foram sepultados na Ermida de Santa Cruz, local onde hoje existe a Igreja de N. Sra. das Angústias.
Tal como sobre a grafia correcta do seu nome, existem consideráveis incertezas sobre a biografia deste pioneiro da colonização açoriana, em parte resultantes da falta de registos históricos credíveis, mas também consequência das barreiras linguísticas que dificultaram o acesso a fontes originais na Flandres e à pressão nacionalista que submergiu a historiografia açoriana durante boa parte do último século e conduziu à menorização todas as fontes ou possíveis influências que pusessem em causa o portuguesismo açoriano e a indiscutível prioridade portuguesa na descoberta e colonização das ilhas.
Os factos conhecidos sobre Joost van Hurtere são escassos e em boa parte contraditórios, mesmo quando se recorre aos registos que lhe são mais próximos. 
O primeiro registo relevante conhecido foi incluído por Martin Behaim, que foi genro de Joost de Hurtere e que com ele viveu no Faial, numa relativamente extensa nota no seu Globo de Nuremberga. Contudo a nota apresenta contradições factuais que em muito reduzem a sua credibilidade. Da sua tradução podem-se extrair os seguintes factos sobre Joost de Hurtere: No ano de 1490 alguns milhares de pessoas tinham-se lá fixado, alemães e flamengos, capitaneados pelo nobre e respeitável senhor Jobst von Hürter, senhor de Moerkerken, na Flandres, meu querido sogro, ao qual os descendentes da dita duquesa doaram esta ilha [o Faial].
Dadas as incorrecções factuais que existem na nota e a não existência de traços linguísticos e arqueológicos que o confirmem, o número de moradores parece exagerado. Quanto à grafia do nome, considerando que a nota está escrita em alemão, talvez Huerter seja a mais aproximada.
Uma segunda fonte coeva conhecida é o relato do médico Hieronymus Münzer (mais conhecido na literatura lusófona pelo nome latinizado de Hieronymus Monetarius de Feldkirch), também residente de Nuremberga, que em 1494 foi hóspede de Joss van Hurtere na casa que este mantinha em Lisboa. No seu relato apelida (em latim) o seu hóspede de Jodocus de Hurtere ou de Bruges e fixa em 1 500 o número de habitantes da capitania, todos de língua alemã de Flandres.
Outra fonte coeva, que conheceu pessoalmente Hurtere e o seu genro Behaim, foi Valentim Fernandes, alemão da Morávia, que foi impressor régio em Lisboa, que apelida Hurtere como Jost de Utre e acrescenta que tinha três irmãos e casou na Corte portuguesa com uma dama de boas famílias. Quanto às restantes fontes, vão dando variantes em relação às razões que levaram os colonos até ao Faial (indo da deportação de homens que mereciam morte civil até à procura de estanho nas ilhas Cassitérides) e no seu número (de 16 a alguns milhares).
A investigação conduzida por António Ferreira de Serpa (1865-1939) permite concluir com algum grau de certeza que Joost van Hurtere era filho de Leon de Hurtere, e neto de outro de igual nome, de uma casa da baixa aristocracia flamenga, e que serviria de veador de D. Isabel de Portugal, duquesa da Borgonha por casamento com Filipe III, o Bom, duque da Borgonha.
De acordo com aquelas fontes, a família Hurtere detinha o governo e senhorio da terra de Wynendaele [ou Wijnendale], na Flandres Ocidental. Contudo, Marcelino Lima diz que o senhorio dos Hurteres era situado em Hagenbruck (hoje Hagebroek) e não em Moerkirchen [Moerkerken, em flamengo], como erradamente diz Martin Behaim, no Globo de Nuremberga. Tal afirmação parece confirmada por Manuel Luís Maldonado, que na sua Phenix Angrensis afirma que Hurtere seria originário de Aghebron [provável corruptela de Hagenbruck]. Assim, a afirmação, muitas vezes repetida, de que foi senhor de Moerkerken, no território da actual Holanda, será incorrecta.
A família Hurtere era gente de boa linhagem, com brasão de armas (em campo azul, três besantes de ouro em roquete), que exercia cargos de distinção na sua terra natal, o que é confirmado por uma carta escrita em 1527, por  Jacques de Hurtere, de Flandres, a seu primo Joost de Utra, o 2.º capitão-do-donatário no Faial, que chegou ao conhecimento do cronista Manuel Luís Maldonado, que dele extrai a informação que usa na sua obra.